# Bad Wörishofen
Bad Wörishofen é uma cidade da Alemanha localizado no distrito da Baixa Algóvia da região administrativa de Suábia, estado de Baviera.
Desde 1920 Bad Wörishofen é reconhecido como spa: Sebastian Kneipp (1821—1897) trabalhou na cidade como pastor e espalhou a partir daí o seu conhecimento do poder curativo da água (a base da chamada "Terapia Kneipp" ou "Medicina Kneipp") que favoreceu o desenvolvimento da cidade a partir do século XIX.

## Cidadãos notórios
- Rainer Werner Fassbinder (1945—1982), diretor de cinema e ator